# معبد کامی‌گوریو

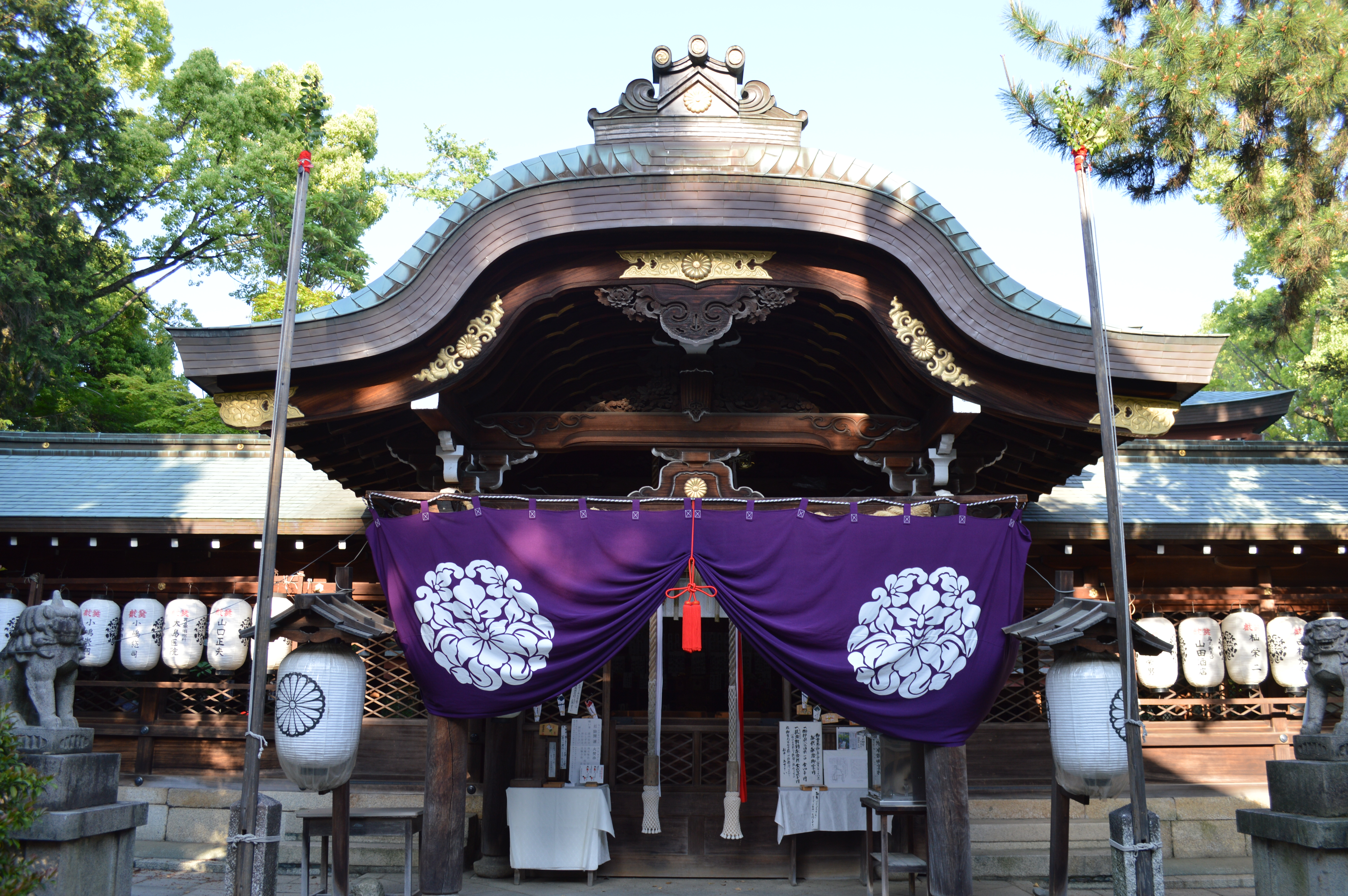
معبد کامیگوریو

معبد کامی‌گوریو (به ژاپنی: 上御霊神社 かみごりょうじんじゃ); یک معبد شینتویی است که در شهر کیوتو در بخش کامیگیو، کیوتو قرار دارد.